# 亞美尼亞國家圖書館
亞美尼亞國家圖書館是亞美尼亞的國家圖書館，位於該國首都耶烈萬，1832年創建。現在的建築則建造于1939年，由亞歷山大·塔馬尼揚設計。1925年至1990年間圖書館冠以亚历山大·米亚斯尼基扬之名。
現亞美尼亞國家圖書館有660萬藏書， 其中最古老的是1512年在威尼斯出版的《Urbatagirk》，這是第一部以亞美尼亞語寫成的書籍。

## 外部連結
- 官方网站

40°11′24″N 44°31′24″E / 40.19000°N 44.52333°E